# The Lion King (musical)
Il Re Leone è un musical in due atti su libretto di Roger Allers e Irene Mecchi, diretto da Julie Taymor; è ispirato all'omonimo film della Walt Disney Company. Gli attori interpretano quindi i ruoli dei protagonisti del cartone animato e recitano indossando enormi costumi rappresentanti diverse specie animali. Il musical, prodotto dalla Walt Disney Theatrical, contiene brani musicali scritti, tra gli altri, da Elton John e Tim Rice, oltre a diversi strumentali composti da Hans Zimmer (partecipa quindi lo stesso team di compositori di The Lion King Soundtrack); dei cori si occupa ancora una volta il sudafricano Lebo M.
Lo spettacolo ha debuttato all'Orpheum Theatre di Minneapolis (Minnesota) l'8 luglio 1997, ricevendo un incredibile successo; si è quindi spostato a Broadway il 13 novembre 1997 (inizialmente al New Amsterdam Theater, poi, il 13 giugno 2006, al Minskoff Theatre), e ha ricevuto anche in questa sede un'accoglienza grandiosa ed entusiasmante, che lo ha reso uno degli show più famosi degli ultimi decenni (è tra l'altro il terzo spettacolo più rappresentato a Broadway di tutti i tempi, con oltre 7900 rappresentazioni).
Il 19 ottobre 1999, The Lion King ha debuttato al Lyceum Theatre (West End, Londra), dove è rappresentato ancora oggi (nel 2008, il cast londinese è stato invitato al London Palladium per un galà in presenza di alcuni membri della Famiglia reale britannica). A poca distanza di tempo dalla rappresentazione a Broadway, inoltre, sono nate diverse produzioni internazionali in molti Paesi del mondo.

## Trama
La trama si ricollega sostanzialmente a quella del film Il re leone.

### Atto I
Sorge il sole: il mandrillo Rafiki invita gli animali della savana a recarsi alla Rupe dei Re, dove si trovano il monarca Mufasa e la sua consorte Sarabi, appena divenuti genitori; la scimmia, quindi, mostra il cucciolo alle varie specie (Circle of Life). Nel frattempo il fratello di Mufasa, Scar, si lamenta per aver perso ogni possibilità di salire al trono. Rafiki torna poi al suo baobab, disegna sulla corteccia il leoncino e chiede agli spiriti di evocare il nome del nuovo Principe: il cucciolo si chiamerà Simba.
Passa il tempo, e Simba è diventato un vivace leoncino (Grasslands Chant). Mufasa gli mostra le Terre del Branco sulle quali un giorno regnerà e gli spiega che tutto esiste in un delicato equilibrio chiamato "cerchio della vita". Il leone, inoltre, raccomanda al figlio di non avventurarsi mai al di fuori dei propri possedimenti. Arriva il bucero Zazu, consigliere del Re, e informa Mufasa delle ultime vicissitudini mattutine(Morging Report):pare infatti che siano state avvistate delle iene nelle Terre del Branco. Il monarca va quindi a trattare con loro.
Simba, intanto, va dallo zio Scar. Il leone intriga il cucciolo, parlandogli di un luogo misterioso e inquietante: il Cimitero degli elefanti, il cui accesso è vietato al leoncino.
Mentre le leonesse vanno a caccia (The Lioness Hunt), Simba va da Nala, la sua migliore amica, e le chiede di andare con lui al Cimitero degli Elefanti; nel chiedere alla madre il permesso di uscire, non le fa ovviamente menzione del luogo. Sarabi e Sarafina (la madre di Nala) acconsentono, ma chiedono a Zazu di accompagnare i due leoncini; questi ultimi, però, riescono ad eludere la sua sorveglianza e si dirigono alla meta prestabilita (I Just Can't Wait to Be King).
Mentre stanno esplorando il cimitero, il bucero riesce a trovarli: l'uccello sta per portarli a casa, quando viene aggredito con loro da tre iene affamate, chiamate Shenzi, Banzai e Ed (Chow Down). All'improvviso arriva Mufasa, che salva i cuccioli e il proprio consigliere.
Tornato nelle proprie terre, il Re porta il figlio in disparte e lo rimprovera: gli dice di essere rimasto molto deluso dalla sua disubbidienza. Simba si giustifica affermando di aver solo cercato di essere coraggioso come lui, ma Mufasa gli spiega che avere coraggio non equivale necessariamente a cercare il pericolo. Il leoncino si pente, e dopo aver rabbuonito il padre, gli chiede se staranno insieme per sempre. Mufasa guarda il cielo notturno e spiega all'erede che i grandi Re del passato li guidano e vegliano su tutto (They Live in You); poi, gli dice che sarà sempre lì per lui.
Nel frattempo, al Cimitero degli Elefanti, Scar tenta di convincere un folto gruppo di iene ad appoggiarlo in una congiura volta a spodestare Mufasa: in cambio, esse non soffriranno più la fame, in quanto sarà lui a sfamarle (Be Prepared). Il giorno dopo, alla Rupe dei Re, Zazu si scusa con il Re per il comportamento di Simba; il leone scherza con il bucero, ma ammette di essere preoccupato per il figlio. Zazu nota allora l'incredibile somiglianza che accomuna il leoncino al giovane Mufasa di molto tempo prima.
Più tardi, Scar prende con sé Simba e lo porta in una gola; poi, gli ingiunge di aspettare lì. Il perfido zio lancia dei segnali alle iene, che spaventano un'immensa mandria di gnu e la dirigono proprio dove si trova il leoncino (The Stampede). Scar va quindi da Mufasa, dicendogli di aver visto Simba intrappolato in una gola e circondato da una mandria impazzita di gnu: il leone va in aiuto del figlio e con grande fatica riesce a salvarlo. Poi si arrampica su una rupe, ma il fratello lo tradisce e lo getta nel bel mezzo della mandria, uccidendolo. In seguito, Scar fa ricadere tutte le colpe su Simba, convincedolo di essere il vero responsabile della morte del padre creandogli un gigantesco rimorso; quindi, lo scaccia dalle Terre del Branco. Appena il leoncino parte, lo zio ordina alle iene di trovarlo e di ammazzarlo; ma esse falliscono l'obiettivo e tornano da Scar comunicandogli falsamente di aver ucciso suo nipote. Alla Rupe dei Re, le leonesse e Rafiki piangono la morte di Mufasa e quella (presunta) di Simba, ignorando la verità (Rafiki Mourns). Scar sale sul promontorio e si incorona Re, permettendo alle iene l'ingresso nelle Terre del Branco (Be Prepared (Reprise)). Rafiki ritorna al suo baobab e rovina il disegno di Simba, mentre Sarabi e Nala piangono coloro che hanno amato e perso.
Intanto il leoncino, arrivato in un deserto, crolla stremato dal calore. In cielo iniziano a circolare degli avvoltoi, ma sono scacciati dal suricato Timon e dal facocero Pumbaa. Il duo prende il cucciolo e si inoltrano nella giungla; dopo averlo svegliato, gli mostrano il loro stile di vita, tranquillo e rilassato (Hakuna Matata). Gli dicono di essere degli emarginati, proprio come lui; poi lo indirizzano verso una dieta a base di insetti. Simba rimane nella giungla con i suoi nuovi amici e cresce in fretta, divenendo un adulto.

### Atto II
Entra in scena l'Ensemble: i vari coristi, vestiti con abiti sgargianti, hanno aquiloni e marionette raffiguranti diversi uccelli (One by One; in alcune città, come a Pittsburgh, alcuni dei membri dell'Ensemble utilizzano i pennuti come bandiere e volteggiano intorno al pubblico). Alla fine del brano musicale esibito, tuttavia, i bellissimi volatili vengono sostituiti da avvoltoi e scheletri di gazzelle. Una terribile siccità ha infatti colpito le Terre del Branco sotto il dispotico governo di Scar.
Scar domanda a Zazu, ora prigioniero di Scar, perché non è amato dagli altri animali; l'uccello risponde che dovrebbe essere rispettoso e che dovrebbe avere un regina. Allora Scar  quando vede arrivare Nala, oramai diventata adulta, le chiede se vuole diventare sua regina, ma la leonessa si rifiuta ,gli dà una zampata e scappa via.  (The Madness of King Scar). Frustrata e totalmente sconvolta dagli eventi, Nala decide di lasciare la Rupe dei Re per trovare aiuto: infatti, non dimentica mai il suo orgoglio. Le leonesse e Rafiki la benedicono (Shadowland).
Nel frattempo, nella giungla, Simba, Timon e Pumbaa cercano un luogo tranquillo per riposarsi. Il suricato e il facocero vogliono dormire, ma l'irrequieto leone non ne è in grado e, infastidito dagli amici, sparisce nella notte. Timon e Pumbaa perdono coraggio e lo seguono nell'oscurità della giungla; Simba salta attraverso un fiume con delle evoluzioni acrobatiche e sfida Timon a fare lo stesso. Il suricato cade però in acqua e viene trascinato a valle dalla corrente fino a quando non raggiunge una cascata. In prossimità di questa si appende ad un ramo. Simba vuole salvare Timon, ma si immobilizza, pensando alla morte del padre. Quando l'amico cade dal ramo, Simba si desta dai suoi pensieri, salvandolo: dopodiché si vergogna della propria negligenza.
Quella notte i tre si fermano a guardare le stelle, chiedendosi che cosa possano essere. Simba ricorda le parole del padre sui grandi Re del passato, ma Timon e Pumbaa deridono il concetto. Simba se ne va, guardando il cielo e ricordando amaramente la promessa che gli aveva fatto Mufasa: e cioè di essere lì con lui per sempre (Endless Night). Nel suo baobab, intanto, Rafiki ascolta la canzone di Simba nel vento e si rende gioiosamente conto che il leone è vivo: traccia quindi una criniera sull'ormai sbiadito disegno presente sulla corteccia dell'albero.
Tempo dopo, nella giungla, Pumbaa viene cacciato e inseguito da una leonessa. Simba affronta Nala, salvando il suo amico. La leonessa, però, lo riconosce, e anche lui si rende conto che lei non è altro che la sua amica Nala; è stupita di trovarlo vivo, sapendo che lui è il legittimo Re. Timon e Pumbaa sono confusi da tutto questo, e Simba chiede loro di andar via per poter rimanere da solo con Nala. Timon realizza ciò che sta accadendo (i due si sono innamorati) e si lamenta che lo stile di vita Hakuna Matata stia ormai per terminare (Can You Feel the Love Tonight). Intanto, la leonessa descrive al protagonista la terribile situazione delle Terre del Branco, cercando di incoraggiarlo a tornare e prendere il posto che gli spetta come Re; Simba però è ancora in colpa per la morte del padre e va via.
Incontra però Rafiki: il mandrillo gli spiega che suo padre è ancora vivo (He Lives in You (Reprise)). Appena Simba guarda il cielo, il padre gli appare in una visione celeste: Mufasa ricorda al figlio il proprio ruolo e i propri doveri. Simba, quindi, si convince e si dirige alla Rupe dei Re.
Nel frattempo, Nala chiede a Timon e Pumbaa dove sia l'amico; Rafiki appare loro e comunica il ritorno del vero Re, pronto a sfidare Scar sulla Rupe dei Re.
Dopo un lungo viaggio, Simba, Timon, Pumbaa e Nala arrivano in prossimità della Rupe dei Re e si rendono ennesimamente conto del terribile degrado delle Terre del Branco. Timon e Pumbaa attirano l'attenzione di alcune iene, travestendosi rispettivamente da ballerina hawaiana e da maiale farcito; intanto, i due leoni proseguono cercando Sarabi: poi la notano in compagnia di Scar.
L'usurpatore le chiede il motivo per cui le leonesse non sono più a caccia; Sarabi gli dice che non vi è cibo o acqua, e che quindi hanno bisogno di lasciare la Rupe dei Re per sopravvivere. Scar rifiuta la richiesta dell'anziana leonessa e quando lei gli dice di non valere nemmeno la metà di Mufasa, lui la colpisce affermando di essere dieci volte migliore del fratello. A questo punto, un infuriato Simba entra in scena sorprendendo un incredulo zio; l'antagonista però gli fa confessare l'omicidio del padre, facendogli venire altri sensi di colpa. Poi lo attacca, costringendolo a recarsi all'estremità della Rupe dei Re. Credendo di avere la vittoria in pugno, Scar lo afferra e gli sussurra la verità: è stato lui ad uccidere Mufasa. Ma il nipote, infuriato, riesce a sfuggire dalle sue grinfie e lo prende per la gola, costringendolo a rivelare a tutti ciò che ha confessato. Ne consegue una feroce battaglia tra le leonesse, Timon, Pumbaa, Rafiki e le iene (Simba Confronts Scar).
Simba confina Scar sulla cima della Rupe dei Re: qui, l'antagonista lo implora per aver salva la vita accusa le iene di tutto. Ripetendo le parole che lo zio gli aveva detto anni prima, Simba gli intima di scappare e di non fare mai più ritorno; ma Scar, avendo paura che il nipote possa cercare di farlo uccidere (come un tempo aveva tentato di fare lui), fa finta di eseguire l'ordine per poi girarsi all'improvviso e attaccare l'avversario. Simba è però in grado di bloccare l'attacco, e scaraventa lo zio oltre la rupe, dove le iene lo stavano aspettando: sentendosi tradite dal loro ex-leader, lo uccidono.
La battaglia è finalmente terminata: gli amici di Simba si fanno avanti e lo riconoscono come nuovo e legittimo Re. Rafiki gli porge un mantello regale; dopodiché, il leone si arrampica fino alla cima della Rupe dei Re e ruggisce a tutto il Regno. Gli animali si recano lì per celebrare il nuovo monarca (King of Pride Rock). Tempo dopo, Nala e Simba sono ancora sulla Rupe dei Re per assistere a un grande evento: Rafiki infatti, come aveva fatto molto tempo prima, mostra a tutte le specie animali il cucciolo della coppia, continuando così il cerchio della vita e aprendo una nuova epoca d'oro (Circle of Life (Reprise)).

## Brani musicali
| Brano musicale               | Composto da                      | Eseguito da                                   |
| ---------------------------- | -------------------------------- | --------------------------------------------- |
| Circle of Life               | Sir Elton John, Sir Tim Rice     | Rafiki, Ensemble                              |
| Grasslands Chant             | Lebo M                           | Ensemble                                      |
| The Morning Report           | Sir Elton John, Sir Tim Rice     | Zazu, giovane Simba, Mufasa                   |
| The Lioness Hunt             | Lebo M                           | Ensemble                                      |
| I Just Can't Wait to Be King | Sir Elton John, Sir Tim Rice     | Giovane Simba, giovane Nala, Zazu, Ensemble   |
| Chow Down                    | Sir Elton John, Sir Tim Rice     | Shenzi, Banzai e Ed                           |
| They Live in You             | Mark Mancina, Jay Rifkin, Lebo M | Mufasa, Ensemble                              |
| Be Prepared                  | Sir Elton John, Sir Tim Rice     | Scar, Shenzi, Banzai e Ed, Ensemble           |
| The Stampede/Rafiki Mourns   | Hans Zimmer, Lebo M              | Ensemble e Rafiki, Ensemble                   |
| Hakuna Matata                | Sir Elton John, Sir Tim Rice     | Timon, Pumbaa, giovane Simba, Simba, Ensemble |

| Brano musicale                              | Composto da                                      | Eseguito da                                        |
| ------------------------------------------- | ------------------------------------------------ | -------------------------------------------------- |
| One by One                                  | Lebo M                                           | Ensemble                                           |
| The Madness of King Scar                    | Sir Elton John, Sir Tim Rice                     | Scar, Zazu, Shenzi, Banzai e Ed, Nala              |
| Shadowland                                  | Hans Zimmer, Lebo M, Mark Mancina                | Nala, Rafiki, Ensemble                             |
| Endless Night                               | Julie Taymor, Lebo M, Hans Zimmer, Jay Rifkin    | Simba, Ensemble                                    |
| Can You Feel the Love Tonight               | Sir Elton John, Sir Tim Rice                     | Timon, Pumbaa, Simba, Nala, Ensemble               |
| He Lives in You (Remix)                     | Mark Mancina, Jay Rifkin, Lebo M                 | Rafiki, Simba, Ensemble                            |
| Simba Confronts Scar                        | Mark Mancina, Robert Elhai                       | Strumentale                                        |
| King of Pride Rock/Circle of Life (Reprise) | Hans Zimmer, Lebo M/Sir Elton John, Sir Tim Rice | Rafiki, Simba, Nala, Pumbaa, Timon, Zazu, Ensemble |

## Concept
Il musical varia alcuni elementi caratteristici del film: non è difficile notare, ad esempio, il sesso di Rafiki. Nel cartoon Disney, il mandrillo è un maschio, ma nello spettacolo il ruolo è affidato ad una donna (Tsidii Le Loka a Broadway, Josette Bushell-Mingo a Londra) vista la relativa carenza di protagoniste femminili.

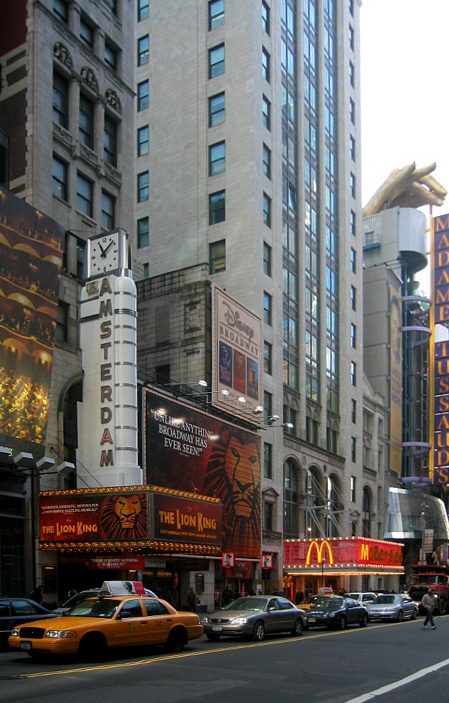
The Lion King al New Amsterdam Theater di Broadway

Molte scene, inoltre, non sono presenti nel film: ad esempio, una conversazione inedita tra Mufasa e Zazu o la caduta di Timon nel fiume con il conseguente salvataggio di Simba. Importante risulta anche il dialogo tra Scar e Nala (durante il brano The Madness of King Scar): ad un certo punto, il leone cerca di sedurla, ma lei rifiuta disgustata e abbandona le Terre del Branco per cercare aiuto (riceve la benedizione delle leonesse e di Rafiki durante il brano Shadowland).

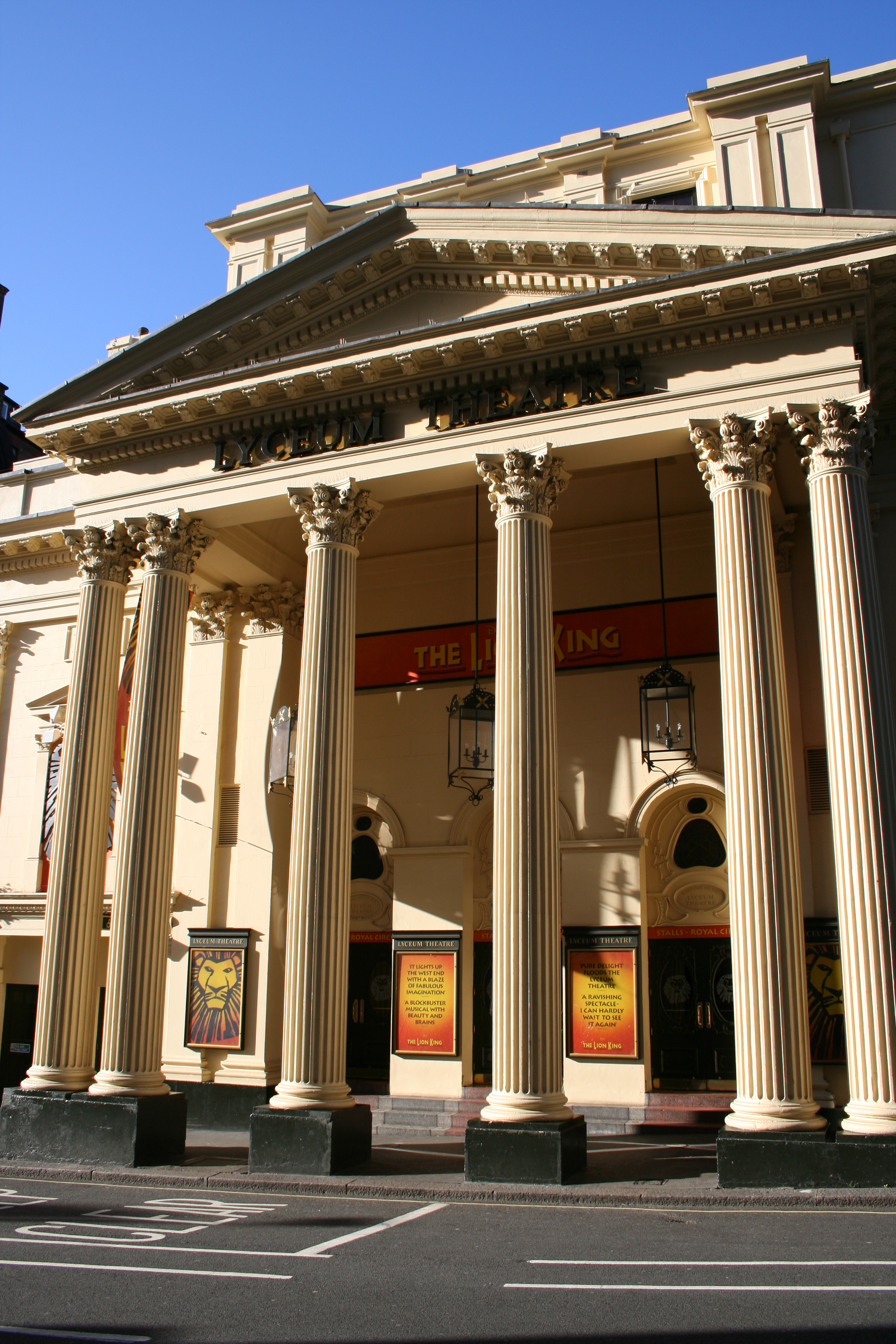
The Lion King a Londra

Tra l'altro lo spettacolo conta un maggior numero di canzoni rispetto al cartoon (proprio come il musical de La Bella e la Bestia): tracce inedite risultano essere The Morning Report (cantata da Zazu e inserita in seguito nell'edizione Platinum in DVD del cartoon), la già citata Shadowland (cantata in inglese da Nala, dalle leonesse e da Rafiki e presente originariamente con il titolo swahili Lea Halelela nel CD del 1995 Rhythm of the Pride Lands), Endless Night  (cantata in inglese da Simba, anch'essa presente originariamente con il titolo swahili Lala nel CD del 1995 Rhythm of the Pride Lands), One By One (sempre del CD Rhythm of the Pride Lands e adattata alla caratteristica musica africana per l'inizio del secondo atto).
Molti degli animali raffigurati nello spettacolo sono gli attori in costume; essi utilizzano diversi strumenti per muoversi e recitare. Utilizzano, ad esempio, dei trampoli per la parte delle giraffe, mentre per i personaggi principali (come Simba, Mufasa e Scar) si avvalgono di una peculiare testa leonina che può essere sollevata e abbassata a piacimento. I costumi di altri personaggi (come le iene, Zazu, Timon e Pumbaa) sono a grandezza naturale. Eppure, per Taymor, Timon costituisce uno dei ruoli più difficili, poiché il relativo costume impedisce il movimento degli arti e della testa.
Qualche problema lo comporta anche una delle nuove scene, la caccia delle leonesse (the Lioness Hunt), poiché la coreografia è molto difficile da eseguire, soprattutto da ballerine provviste di grandi teste leonine sul capo.
Lebo M dirige i coristi del cast di Broadway, che restano decisamente visibili al pubblico, a differenza di quanto avviene in altri spettacoli.
In Cina, il musical mette in evidenza elementi tipici della cultura cinese; uno dei brani è stato addirittura adattato a una famosa canzone pop locale, Laoshu ai dami (in inglese Mice Love Rice). Il cast, inoltre, ha contatti con il pubblico parlando in cinese.

## Produzioni

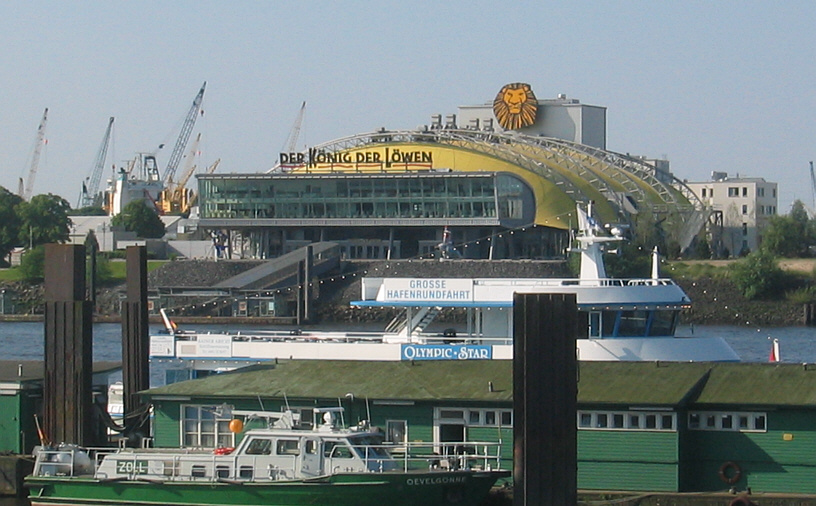
The Lion King ad Amburgo (Germania)

- The Lion King ad Amburgo (Germania)Dopo il successo a Broadway, lo spettacolo è stato prodotto da Harrison Lochtenberg nel Regno Unito (1999), dove continua ad andare in scena al Lyceum Theatre di Londra. Taymor diresse la produzione (Melissa De Melo operava nelle vesti di produttrice).
- Nel 1999 una produzione aprì anche in Canada, a Toronto (Princess of Wales Theatre): lo show è andato in scena fino al 2004.
- Il musical debuttò a Los Angeles il 19 ottobre 2000 (sebbene fosse stato eseguito per la prima volta il 29 settembre), dove chiuse i battenti il 12 gennaio 2003 (dopo 952 spettacoli).
- In Australia, The Lion King andò in scena al Capitol Theatre di Sydney dal 16 ottobre 2003 al 26 giugno 2005; dopodiché approdò al Regent Theatre di Melbourne, dove venne eseguito dal 28 luglio 2005 al 4 giugno 2006.
- Il 28 ottobre 2006, il musical debuttò in Corea del Sud (Charlotte Theater, Seul): chiuse i battenti esattamente un anno dopo, il 28 ottobre 2007.
- La produzione olandese debuttò nei Paesi Bassi nel 2004 (Fortis Circustheatre) e andò in scena fino al 3 agosto 2006.
- Nel giugno 2007 The Lion King andò in scena per la prima volta nel continente africano, e precisamente a Johannesburg, in Sudafrica. Erano passati esattamente dieci anni dal debutto dello spettacolo negli Stati Uniti: la ricorrenza fu festeggiata (con numerose personalità, tra cui vari personaggi chiave implicati nella creazione del musical) al rinnovato Teatro Theatre (Monte Casino, Fourways), e The Lion King fu la prima produzione ad essere eseguita nella nuova struttura. Lo show si concluse il 17 febbraio 2008.
- La produzione parigina ha debuttato in Francia il 22 settembre 2007 al Théâtre Mogador.
- Nell'agosto 2008, il musical è andato in scena a Taipei (Taiwan), dove chiuderà i battenti il 24 agosto 2009.
- Una produzione in lingua inglese è approdata in Messico (Città del Messico) dal 3 gennaio 2008 al 27 gennaio dello stesso anno.[5]
- A Las Vegas (Mandalay Bay) lo spettacolo ha debuttato il 15 maggio 2009, dopo diverse anteprime andate in scena a partire dal 5 maggio 2009.
- Nel 2010, The Lion King dovrebbe aprire i battenti in Spagna, al Teatro Lope de Vega di Madrid (Stage Entertainment).
- Attualmente, una produzione statunitense del musical sta andando in scena in molti teatri del mondo (la versione dello spettacolo è molto simile a quella di Broadway, ma cambiano alcuni elementi scenici ed acustici).
- Il teatro Stage di Amburgo (Germania) è la sede principale della versione tedesca di The Lion King.
- Il Teatro Nuovo, Milano, Italia si esibisce da quando è stato inaugurato a Broadway nel 1997, il musical della Disney The Lion King è in programma per spettacoli al botteghino il 26 agosto 2024 (Stage Entertainment).[6]

## Cast

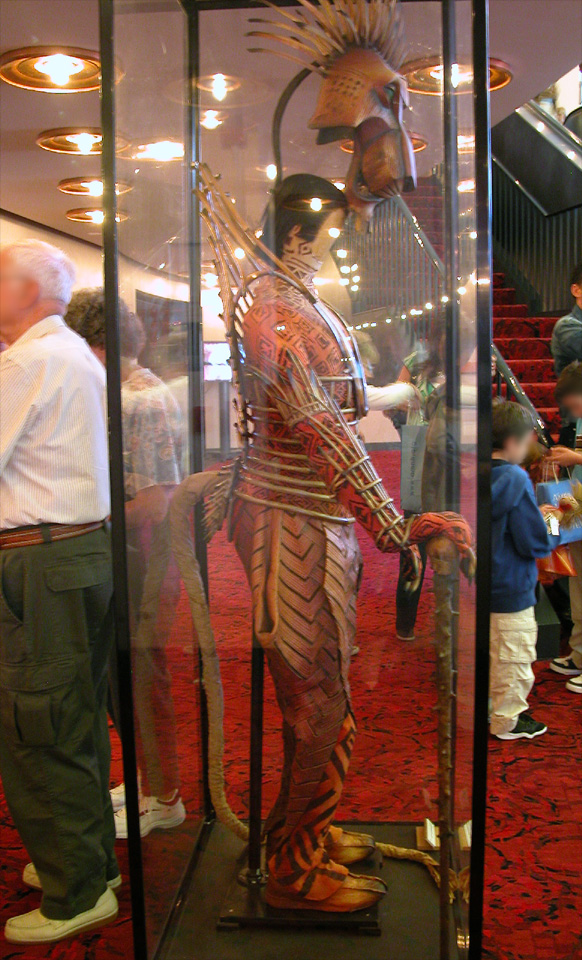
Costume del personaggio di Scar

### 1997 Broadway Cast
| Attore               | Ruolo         |
| -------------------- | ------------- |
| Jason Raize          | Simba         |
| Samuel E. Wright     | Mufasa        |
| John Vickery         | Scar          |
| Scott Irby-Ranniar   | giovane Simba |
| Max Casella          | Timon         |
| Tom Alan Robbins     | Pumbaa        |
| Tsidii Le Loka       | Rafiki        |
| Heather Headley      | Nala          |
| Geoff Hoyle          | Zazu          |
| Tracy Nicole Chapman | Shenzi        |
| Stanley Wayne Mathis | Banzai        |
| Kevin Cahoon         | Ed            |
| Gina Breedlove       | Sarabi        |
| Kajuana Shuford      | giovane Nala  |

### 1999 London Cast
| Attore                          | Ruolo         |
| ------------------------------- | ------------- |
| Roger Wright                    | Simba         |
| Cornell John                    | Mufasa        |
| Rob Edwards                     | Scar          |
| Luke Youngblood                 | giovane Simba |
| Simon Gregor                    | Timon         |
| Martyn Ellis                    | Pumbaa        |
| Josette Bushell-Mingo           | Rafiki        |
| Paulette Ivory                  | Nala          |
| Gregory Gudgeon                 | Zazu          |
| Stephanie Charles               | Shenzi        |
| Paul J. Medford                 | Banzai        |
| Christopher Holt                | Ed            |
| Dawn Michael                    | Sarabi        |
| Jenny Cachero / Dominique Moore | giovane Nala  |

## Incisioni discografiche
Sono stati prodotti numerosi CD contenenti i brani cantati dal cast delle varie produzioni internazionali del musical:
- 1997: cast di Broadway
- 1999: cast giapponese
- 2000: cast di Londra
- 2002: cast amburghese
- 2004: cast olandese
- 2007: cast francese
- 2007: cast sudafricano (Live performance audio CD)
- 2011: cast spagnolo Madrid
- 2015: cast spagnolo Messicano
- 2025: cast Italia

## Riconoscimenti

### Tony Awards
| Premio                                         | Esito           | Candidato |
| ---------------------------------------------- | --------------- | --- |
| Miglior musical                                | Vincitore/trice | Disney Theatrical Productions |
| Miglior scenografia                            | Vincitore/trice | Richard Hudson |
| Migliori costumi                               | Vincitore/trice | Julie Taymor, Michael Curry |
| Migliori luci                                  | Vincitore/trice | Donald Holder |
| Migliore coreografia                           | Vincitore/trice | Garth Fagan |
| Miglior regia di un musical                    | Vincitore/trice | Julie Taymor |
| Miglior testo per il musical                   | Candidato/a     | Roger Allers, Irene Mecchi |
| Miglior colonna sonora                         | Candidato/a     | Sir Elton John (musica), Sir Tim Rice (parole), Hans Zimmer (musica), Lebo M (musica e parole), Mark Mancina (musica e parole), Jay Rifkin (musica e parole), Julie Taymor (parole) |
| Miglior attore non protagonista in un musical  | Candidato/a     | Samuel E. Wrigh |
| Miglior attrice non protagonista in un musical | Candidato/a     | Tsidii Le Loka |
| Miglior orchestra                              | Candidato/a     | Robert Elhai, David Metzger, Bruce Fowler |

### Drama Desk Awards 1998
- Miglior nuovo musical — Prodotto dalla Disney Theatrical Productions (nominata)
- Miglior attore non protagonista in un musical — Max Casella, Geoff Hoyle (nominati)
- Miglior attrice non protagonista in un musical — Tsidii Le Loka (vincitrice)
- Migliore coreografia — Garth Fagan (vincitore)
- Migliore regia di un musical — Julie Taymor (vincitrice)
- Migliore orchestra — Robert Elhai, David Metzger, Bruce Fowler (nominati)
- Migliore scenografia — Scenografia di Richard Hudson (vincitore)
- Migliori costumi — Costumi di Julie Taymor (vincitrice)
- Migliori luci — Luci di Donald Holder (vincitore)
- Migliore suono — Suono di Tony Meola (vincitore)
- Migliori marionette — Marionette di Julie Taymor, Michael Curry (vincitori)

### Theatre World Award 1998
- Max Casella (vincitore)

### Prix Molière 2008
- Migliori costumi (Molière du costume) - Costumi di Julie Taymor (vincitrice)
- Migliori luci (Molière du créateur lumière) - Luci di Donald Holder (vincitore)
- Miglior musical (Molière du spectacle musical) (vincitore)